# Kepler-68
Kepler-68 là một ngôi sao dãy chính giống Mặt Trời. Nó được biết là có ít nhất ba hành tinh quay xung quanh nó. Hành tinh ngoài cùng có khối lượng tương tự như Sao Mộc nhưng quay quanh khu vực có thể ở được.
| Thiên thể đồng hành (thứ tự từ ngôi sao ra) | Khối lượng      | Bán trục lớn (AU) | Chu kỳ quỹ đạo (ngày) | Độ lệch tâm     | Độ nghiêng | Bán kính           |
| ------------------------------------------- | --------------- | ----------------- | --------------------- | --------------- | ---------- | ------------------ |
| b                                           | 765+137 −132 M🜨 | 006170±000056     | 5.398763              | —               | 8760±090°  | 231+006 −009 R🜨    |
| c                                           | 202+172 −178 M🜨 | 009059±000082     | 9.605065              | —               | 8693±041°  | 0953+0037 −0042 R🜨 |
| d                                           | ≥077±003 MJ     | 140±003           | 6346+41 −37           | 0112+0035 −0034 | —          | —                  |

Hiện tại, ba hành tinh đã được phát hiện quay quanh Kepler-68. Hai trong số các hành tinh trong cùng được phát hiện bằng phương pháp chuyển hành tinh. Các phép đo Doppler tiếp theo đã giúp xác định khối lượng của Kepler-68b và giúp phát hiện ra Kepler-68d.